# آرتور دورل
آرتور دورل (به انگلیسی: Arthur Dorrell) بازیکن فوتبال زادهٔ ۳۰ مارس ۱۸۹۶ اهل کشور انگلستان که سابقهٔ بازی در تیم ملی فوتبال انگلستان را در کارنامهٔ خود دارد. وی در تاریخ ۸ دسامبر ۱۹۲۴ نخستین بازی ملی خود را در مقابل تیم ملی فوتبال بلژیک انجام داد و با حضور در ۴ بازی ملی، در تاریخ ۲۴ اکتبر ۱۹۲۵ واپسین بازی ملی‌اش را در برابر تیم ملی فوتبال ایرلند شمالی برگزار کرد.
این بازیکن توانسته در بازی‌های ملی، ۱ گل به ثمر برساند.